# Cinquième district congressionnel de l'État de Washington
Le 5e district congressionnel de Washington englobe les comtés de l'est de l'État de Washington, de Ferry, Stevens, Pend Oreille, Lincoln, Spokane, Whitman, Walla Walla, Columbia, Garfield et Asotin, ainsi que des parties d'Adams et Franklin. Elle est centrée sur Spokane, la deuxième plus grande ville de l'État.
Depuis 2005, le 5e district est représenté par la Républicaine Cathy McMorris Rodgers. Le prédécesseur de Rodgers, George Nethercutt, a battu le Démocrate Tom Foley, alors Speaker de la Chambre, aux élections de 1994 ; Foley occupait ce siège depuis 1965.
Lors des élections présidentielles, le 5e district était autrefois assez compétitif, mais ces dernières années, il constitue généralement une valeur sûre pour les républicains. Bien que George W. Bush ait remporté la circonscription avec 57 % en 2000 et 2004, John McCain a remporté de peu la circonscription avec 52 % des voix, tandis que Barack Obama a obtenu 46 % en 2008. En 2012, la part des voix du président Obama est tombée à 44 %.
La première élection dans le 5e district a eu lieu en 1914, remportée par le Démocrate Clarence Dill. À la suite du recensement de 1910, Washington a gagné deux sièges à la Chambre des Représentants, passant de trois à cinq, mais n'a pas procédé à une nouvelle répartition pour les élections de 1912. Les deux nouveaux sièges ont été élus à l'échelle de l'État, chaque électeur votant pour trois sièges au Congrès, son district et deux sièges au général. Après cette élection, l'État a été redistribué en cinq districts pour les élections de 1914. Le 6e district de l'État a été ajouté après le recensement de 1930 et contesté pour la première fois aux élections de 1932.

## Historique de vote
| Année | Poste     | Résultats               |
| ----- | --------- | ----------------------- |
| 1968  | Président | Nixon 45,0 % - 41,0 %   |
| 1972  | Président | Nixon 63,0 % - 37,0 %   |
| 1976  | Président | Ford 54,0 % - 43,0 %    |
| 1980  | Président | Reagan 56,0 % - 34,0 %  |
| 1984  | Président | Reagan 60,0 % - 39,0 %  |
| 1988  | Président | Bush 51,0 % - 48,0 %    |
| 1992  | Président | Clinton 40,0 % - 36,0 % |
| 1996  | Président | Clinton 44,0 % - 43,0 % |
| 2000  | Président | Bush 55,0 % - 40,0 %    |
| 2004  | Président | Bush 57,0 % - 41,0 %    |
| 2008  | Président | McCain 52,0 % - 46,0 %  |
| 2012  | Président | Romney 54,0 % - 44,0 %  |
| 2016  | Président | Trump 52,0 % - 39,0 %   |
| 2020  | Président | Trump 53,0 % - 44,0 %   |

## Liste des Représentants du district
| Membre                          | Parti       | Années                           | Congrès     | Histoire électorale | Zone géographique |
| ------------------------------- | ----------- | -------------------------------- | ----------- | --- | ----------------- |
| District établit le 4 mars 1915 |             |                                  |             | |                   |
| Clarence Dill                   | Démocrate   | 4 mars 1915 - 3 mars 1919        | 64e , 65e   | Élu en 1914. Réélu en 1916. Perd sa réélection. |                   |
| J. Stanley Webster (en)         | Républicain | 4 mars 1919 - 8 mai 1923         | 66e - 68e   | Élu en 1918. Réélu en 1920. Réélu en 1922. Démissionne pour devenir Juge des États-Unis pour le District Est de Washington. |                   |
| Vacant                          | Vacant      | 8 mai 1923 - 25 septembre 1923   | 68e         | |                   |
| Samuel B. Hill (en)             | Démocrate   | 25 septembre 1923 - 25 juin 1936 | 68e - 74e   | Élu pour terminer le mandat de Webster. Réélu en 1924. Réélu en 1926. Réélu en 1928. Réélu en 1930. Réélu en 1932. Réélu en 1934. Démissionne pour devenir membre du U.S. Board of Tax Appels.                                                     |                   |
| Vacant                          | Vacant      | 25 juin 1936 - 3 janvier 1937    | 74e         | |                   |
| Charles H. Leavy (en)           | Démocrate   | 3 janvier 1937 - 1er août 1942   | 75e - 77e   | Élu en 1936. Réélu en 1938. Réélu en 1940. Démissionne pour devenir Juge des États-Unis pour le District Ouest de Washington. |                   |
| Vacant                          | Vacant      | 1er août 1942 - 3 janvier 1943   | 77e         | |                   |
| Walt Horan (en)                 | Républicain | 3 janvier 1943 - 3 janvier 1965  | 78e - 88e   | Élu en 1942. Réélu en 1944. Réélu en 1946. Réélu en 1948. Réélu en 1950. Réélu en 1952. Réélu en 1954. Réélu en 1956. Réélu en 1958. Réélu en 1960. Réélu en 1962. Perd sa réélection.                                                             |                   |
| Tom Foley                       | Démocrate   | 3 janvier 1965 - 3 janvier 1995  | 89e - 103e  | Élu en 1964. Réélu en 1966. Réélu en 1968. Réélu en 1970. Réélu en 1972. Réélu en 1974. Réélu en 1976. Réélu en 1978. Réélu en 1980. Réélu en 1982. Réélu en 1984. Réélu en 1986. Réélu en 1988. Réélu en 1990. Réélu en 1992. Perd sa réélection. |                   |
| George Nethercutt (en)          | Républicain | 3 janvier 1995 - 3 janvier 2005  | 104e - 108e | Élu en 1994. Réélu en 1996. Réélu en 1998. Réélu en 2000. Réélu en 2002. Retrait pour se présenter comme Sénateur des États-Unis. |                   |
| George Nethercutt (en)          | Républicain | 3 janvier 1995 - 3 janvier 2005  | 104e - 108e | Élu en 1994. Réélu en 1996. Réélu en 1998. Réélu en 2000. Réélu en 2002. Retrait pour se présenter comme Sénateur des États-Unis. | 2003–2013         |
| Cathy McMorris Rodgers          | Républicain | 3 janvier 2005 - Présent         | 109e - 118e | Élue en 2004. Réélue en 2006. Réélue en 2008. Réélue en 2010. Réélue en 2012. Réélue en 2014. Réélue en 2016. Réélue en 2018. Réélue en 2020. Réélue en 2022. Retrait à la fin du mandat.                                                          |                   |
| Cathy McMorris Rodgers          | Républicain | 3 janvier 2005 - Présent         | 109e - 118e | Élue en 2004. Réélue en 2006. Réélue en 2008. Réélue en 2010. Réélue en 2012. Réélue en 2014. Réélue en 2016. Réélue en 2018. Réélue en 2020. Réélue en 2022. Retrait à la fin du mandat.                                                          | 2013–2023         |
| Cathy McMorris Rodgers          | Républicain | 3 janvier 2005 - Présent         | 109e - 118e | Élue en 2004. Réélue en 2006. Réélue en 2008. Réélue en 2010. Réélue en 2012. Réélue en 2014. Réélue en 2016. Réélue en 2018. Réélue en 2020. Réélue en 2022. Retrait à la fin du mandat.                                                          | 2023–Présent      |

## Résultats des récentes élections
Voici les résultats des dix précédents cycles électoraux dans le district.

## Frontières historiques du district

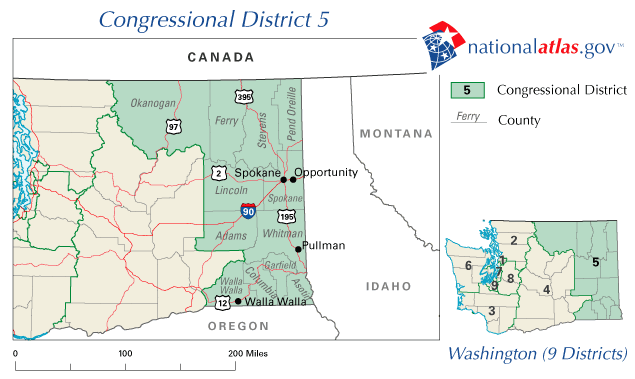
Le district de 2003 à 2013

### 2004
| Élection de 2004 du 5e district congressionnel de Washington | Élection de 2004 du 5e district congressionnel de Washington | Élection de 2004 du 5e district congressionnel de Washington | Élection de 2004 du 5e district congressionnel de Washington | Élection de 2004 du 5e district congressionnel de Washington |
| ------------------------------------------------------------ | ------------------------------------------------------------ | ------------------------------------------------------------ | ------------------------------------------------------------ | ------------------------------------------------------------ |
| Parti                                                        | Parti                                                        | Candidat                                                     | Votes                                                        | %                                                            |
|                                                              | Républicain                                                  | Cathy McMorris Rodgers                                       | 179 600                                                      | 59,7                                                         |
|                                                              | Démocrate                                                    | Don Barbieri                                                 | 121 333                                                      | 40,3                                                         |
| Total des votes                                              | Total des votes                                              | Total des votes                                              | 300 933                                                      | 100 %                                                        |
|                                                              | Les Républicains conservent                                  |                                                              |                                                              |                                                              |

### 2006
| Élection de 2006 du 5e district congressionnel de Washington | Élection de 2006 du 5e district congressionnel de Washington | Élection de 2006 du 5e district congressionnel de Washington | Élection de 2006 du 5e district congressionnel de Washington | Élection de 2006 du 5e district congressionnel de Washington |
| ------------------------------------------------------------ | ------------------------------------------------------------ | ------------------------------------------------------------ | ------------------------------------------------------------ | ------------------------------------------------------------ |
| Parti                                                        | Parti                                                        | Candidat                                                     | Votes                                                        | %                                                            |
|                                                              | Républicain                                                  | Cathy McMorris Rodgers (sortante)                            | 134 967                                                      | 56,4                                                         |
|                                                              | Démocrate                                                    | Peter J. Goldmark                                            | 104 357                                                      | 43,6                                                         |
| Total des votes                                              | Total des votes                                              | Total des votes                                              | 239 324                                                      | 100 %                                                        |
|                                                              | Les Républicains conservent                                  |                                                              |                                                              |                                                              |

### 2008
| Élection de 2008 du 5e district congressionnel de Washington | Élection de 2008 du 5e district congressionnel de Washington | Élection de 2008 du 5e district congressionnel de Washington | Élection de 2008 du 5e district congressionnel de Washington | Élection de 2008 du 5e district congressionnel de Washington |
| ------------------------------------------------------------ | ------------------------------------------------------------ | ------------------------------------------------------------ | ------------------------------------------------------------ | ------------------------------------------------------------ |
| Parti                                                        | Parti                                                        | Candidat                                                     | Votes                                                        | %                                                            |
|                                                              | Républicain                                                  | Cathy McMorris Rodgers (sortante)                            | 211 305                                                      | 65,3                                                         |
|                                                              | Démocrate                                                    | Mark Mays                                                    | 112 382                                                      | 34,7                                                         |
| Total des votes                                              | Total des votes                                              | Total des votes                                              | 323 687                                                      | 100 %                                                        |
|                                                              | Les Républicains conservent                                  |                                                              |                                                              |                                                              |

### 2010
| Élection de 2010 du 5e district congressionnel de Washington | Élection de 2010 du 5e district congressionnel de Washington | Élection de 2010 du 5e district congressionnel de Washington | Élection de 2010 du 5e district congressionnel de Washington | Élection de 2010 du 5e district congressionnel de Washington |
| ------------------------------------------------------------ | ------------------------------------------------------------ | ------------------------------------------------------------ | ------------------------------------------------------------ | ------------------------------------------------------------ |
| Parti                                                        | Parti                                                        | Candidat                                                     | Votes                                                        | %                                                            |
|                                                              | Républicain                                                  | Cathy McMorris Rodgers (sortante)                            | 156 726                                                      | 67,6                                                         |
|                                                              | Démocrate                                                    | Daryl Romeyn                                                 | 74 973                                                       | 32,4                                                         |
| Total des votes                                              | Total des votes                                              | Total des votes                                              | 231 699                                                      | 100 %                                                        |
|                                                              | Les Républicains conservent                                  |                                                              |                                                              |                                                              |

### 2012
| Élection de 2012 du 5e district congressionnel de Washington | Élection de 2012 du 5e district congressionnel de Washington | Élection de 2012 du 5e district congressionnel de Washington | Élection de 2012 du 5e district congressionnel de Washington | Élection de 2012 du 5e district congressionnel de Washington |
| ------------------------------------------------------------ | ------------------------------------------------------------ | ------------------------------------------------------------ | ------------------------------------------------------------ | ------------------------------------------------------------ |
| Parti                                                        | Parti                                                        | Candidat                                                     | Votes                                                        | %                                                            |
|                                                              | Républicain                                                  | Cathy McMorris Rodgers (sortante)                            | 191 066                                                      | 61,9                                                         |
|                                                              | Démocrate                                                    | Rich Cowan                                                   | 117 512                                                      | 38,1                                                         |
| Total des votes                                              | Total des votes                                              | Total des votes                                              | 308 578                                                      | 100 %                                                        |
|                                                              | Les Républicains conservent                                  |                                                              |                                                              |                                                              |

### 2014
| Élection de 2014 du 5e district congressionnel de Washington | Élection de 2014 du 5e district congressionnel de Washington | Élection de 2014 du 5e district congressionnel de Washington | Élection de 2014 du 5e district congressionnel de Washington | Élection de 2014 du 5e district congressionnel de Washington |
| ------------------------------------------------------------ | ------------------------------------------------------------ | ------------------------------------------------------------ | ------------------------------------------------------------ | ------------------------------------------------------------ |
| Parti                                                        | Parti                                                        | Candidat                                                     | Votes                                                        | %                                                            |
|                                                              | Républicain                                                  | Cathy McMorris Rodgers (sortante)                            | 135 470                                                      | 60,7                                                         |
|                                                              | Démocrate                                                    | Joseph Pakootas                                              | 87 772                                                       | 39,3                                                         |
| Total des votes                                              | Total des votes                                              | Total des votes                                              | 223 242                                                      | 100 %                                                        |
|                                                              | Les Républicains conservent                                  |                                                              |                                                              |                                                              |

### 2016
| Élection de 2016 du 5e district congressionnel de Washington | Élection de 2016 du 5e district congressionnel de Washington | Élection de 2016 du 5e district congressionnel de Washington | Élection de 2016 du 5e district congressionnel de Washington | Élection de 2016 du 5e district congressionnel de Washington |
| ------------------------------------------------------------ | ------------------------------------------------------------ | ------------------------------------------------------------ | ------------------------------------------------------------ | ------------------------------------------------------------ |
| Parti                                                        | Parti                                                        | Candidat                                                     | Votes                                                        | %                                                            |
|                                                              | Républicain                                                  | Cathy McMorris Rodgers (sortante)                            | 192 959                                                      | 59,6                                                         |
|                                                              | Démocrate                                                    | Joe Pakootas                                                 | 130 575                                                      | 40,4                                                         |
| Total des votes                                              | Total des votes                                              | Total des votes                                              | 323 534                                                      | 100 %                                                        |
|                                                              | Les Républicains conservent                                  |                                                              |                                                              |                                                              |

### 2018
| Élection de 2018 du 5e district congressionnel de Washington | Élection de 2018 du 5e district congressionnel de Washington | Élection de 2018 du 5e district congressionnel de Washington | Élection de 2018 du 5e district congressionnel de Washington | Élection de 2018 du 5e district congressionnel de Washington |
| ------------------------------------------------------------ | ------------------------------------------------------------ | ------------------------------------------------------------ | ------------------------------------------------------------ | ------------------------------------------------------------ |
| Parti                                                        | Parti                                                        | Candidat                                                     | Votes                                                        | %                                                            |
|                                                              | Républicain                                                  | Cathy McMorris Rodgers (sortante)                            | 175 422                                                      | 54,8                                                         |
|                                                              | Démocrate                                                    | Lisa Brown                                                   | 144 925                                                      | 45,2                                                         |
| Total des votes                                              | Total des votes                                              | Total des votes                                              | 320 347                                                      | 100 %                                                        |
|                                                              | Les Républicains conservent                                  |                                                              |                                                              |                                                              |

### 2020
| Élection de 2020 du 5e district congressionnel de Washington | Élection de 2020 du 5e district congressionnel de Washington | Élection de 2020 du 5e district congressionnel de Washington | Élection de 2020 du 5e district congressionnel de Washington | Élection de 2020 du 5e district congressionnel de Washington |
| ------------------------------------------------------------ | ------------------------------------------------------------ | ------------------------------------------------------------ | ------------------------------------------------------------ | ------------------------------------------------------------ |
| Parti                                                        | Parti                                                        | Candidat                                                     | Votes                                                        | %                                                            |
|                                                              | Républicain                                                  | Cathy McMorris Rodgers (sortante)                            | 247 815                                                      | 61,3                                                         |
|                                                              | Démocrate                                                    | Dave Wilson                                                  | 155 737                                                      | 38,5                                                         |
|                                                              | Write-In                                                     | Write-In                                                     | 808                                                          | 0,2                                                          |
| Total des votes                                              | Total des votes                                              | Total des votes                                              | 404 360                                                      | 100 %                                                        |
|                                                              | Les Républicains conservent                                  |                                                              |                                                              |                                                              |

### 2022
| Primaire Non Partisane de 2022 du 5e district congressionnel de Washington | Primaire Non Partisane de 2022 du 5e district congressionnel de Washington | Primaire Non Partisane de 2022 du 5e district congressionnel de Washington | Primaire Non Partisane de 2022 du 5e district congressionnel de Washington | Primaire Non Partisane de 2022 du 5e district congressionnel de Washington |
| -------------------------------------------------------------------------- | -------------------------------------------------------------------------- | -------------------------------------------------------------------------- | -------------------------------------------------------------------------- | -------------------------------------------------------------------------- |
| Parti                                                                      | Parti                                                                      | Candidat                                                                   | Votes                                                                      | %                                                                          |
|                                                                            | Républicain                                                                | Cathy McMorris Rodgers (sortante)                                          | 106 072                                                                    | 51,5                                                                       |
|                                                                            | Démocrate                                                                  | Natasha Hill                                                               | 61 851                                                                     | 30,0                                                                       |
|                                                                            | Démocrate                                                                  | Ann Marie Danimus                                                          | 21 123                                                                     | 10,2                                                                       |
|                                                                            | Républicain                                                                | Sean Clynch                                                                | 16 831                                                                     | 8,2                                                                        |

| Élection de 2022 du 5e district congressionnel de Washington | Élection de 2022 du 5e district congressionnel de Washington | Élection de 2022 du 5e district congressionnel de Washington | Élection de 2022 du 5e district congressionnel de Washington | Élection de 2022 du 5e district congressionnel de Washington |
| ------------------------------------------------------------ | ------------------------------------------------------------ | ------------------------------------------------------------ | ------------------------------------------------------------ | ------------------------------------------------------------ |
| Parti                                                        | Parti                                                        | Candidat                                                     | Votes                                                        | %                                                            |
|                                                              | Républicain                                                  | Cathy McMorris Rodgers (sortante)                            | 188 648                                                      | 59,5                                                         |
|                                                              | Démocrate                                                    | Natasha Hill                                                 | 127 585                                                      | 40,2                                                         |
|                                                              | Write-In                                                     | Write-In                                                     | 773                                                          | 0,2                                                          |
| Total des votes                                              | Total des votes                                              | Total des votes                                              | 317 006                                                      | 100 %                                                        |
|                                                              | Les Républicains conservent                                  |                                                              |                                                              |                                                              |

### 2024
| Primaire Non Partisane de 2024 du 5e district congressionnel de Washington | Primaire Non Partisane de 2024 du 5e district congressionnel de Washington | Primaire Non Partisane de 2024 du 5e district congressionnel de Washington | Primaire Non Partisane de 2024 du 5e district congressionnel de Washington | Primaire Non Partisane de 2024 du 5e district congressionnel de Washington |
| -------------------------------------------------------------------------- | -------------------------------------------------------------------------- | -------------------------------------------------------------------------- | -------------------------------------------------------------------------- | -------------------------------------------------------------------------- |
| Parti                                                                      | Parti                                                                      | Candidat                                                                   | Votes                                                                      | %                                                                          |
|                                                                            | Républicain                                                                | Michael Baumgartner                                                        | 55 859                                                                     | 27,5                                                                       |
|                                                                            | Démocrate                                                                  | Carmela Conroy                                                             | 37 227                                                                     | 18,3                                                                       |
|                                                                            | Républicain                                                                | Jacquelin Maycumber                                                        | 27 717                                                                     | 13,6                                                                       |
|                                                                            | Démocrate                                                                  | Bernadine Bank                                                             | 24 111                                                                     | 11,9                                                                       |
|                                                                            | Républicain                                                                | Brian Dansel                                                               | 21 983                                                                     | 10,8                                                                       |
|                                                                            | Démocrate                                                                  | Ann Marie Danimus                                                          | 11 306                                                                     | 5,6                                                                        |
|                                                                            | Républicain                                                                | Jonathan Bingle                                                            | 7 510                                                                      | 3,7                                                                        |
|                                                                            | Républicain                                                                | Rene Holaday                                                               | 6 180                                                                      | 3,0                                                                        |
|                                                                            | Républicain                                                                | Rick Flynn                                                                 | 4 822                                                                      | 2,4                                                                        |
|                                                                            | Démocrate                                                                  | Matthew Welde                                                              | 4 183                                                                      | 2,1                                                                        |
|                                                                            | Démocrate                                                                  | Bobbi Bennett-Wolcott                                                      | 2 336                                                                      | 1,1                                                                        |
|                                                                            | Write-In                                                                   | Write-In                                                                   | 175                                                                        | 0,1                                                                        |

| Élection de 2024 du 5e district congressionnel de Washington | Élection de 2024 du 5e district congressionnel de Washington | Élection de 2024 du 5e district congressionnel de Washington | Élection de 2024 du 5e district congressionnel de Washington | Élection de 2024 du 5e district congressionnel de Washington |
| ------------------------------------------------------------ | ------------------------------------------------------------ | ------------------------------------------------------------ | ------------------------------------------------------------ | ------------------------------------------------------------ |
| Parti                                                        | Parti                                                        | Candidat                                                     | Votes                                                        | %                                                            |
|                                                              | Républicain                                                  | Michael Baumgartner                                          | TBD                                                          | TBD                                                          |
|                                                              | Démocrate                                                    | Carmela Conroy                                               | TBD                                                          | TBD                                                          |
| Total des votes                                              | Total des votes                                              | Total des votes                                              | TBD                                                          | 100 %                                                        |
|                                                              |                                                              |                                                              |                                                              |                                                              |